# Thesea
Thesea is een geslacht van neteldieren uit de klasse van de Anthozoa (bloemdieren).

## Soorten
- Thesea alternata Nutting, 1910
- Thesea antiope Bayer, 1959
- Thesea bebrycoides Nutting, 1910
- Thesea bicolor Deichmann, 1936
- Thesea boninensis Aurivillius, 1931
- Thesea campanulifera Nutting, 1910
- Thesea citrina Deichmann, 1936
- Thesea crosslandi Hickson, 1928
- Thesea dendritica (Nutting, 1910)
- Thesea filigella (Thomson & Dean, 1931)
- Thesea flava Nutting, 1910
- Thesea flexilis Nutting, 1910
- Thesea gracilis (Gray, 1868)
- Thesea grandiflora Deichmann, 1936
- Thesea granulosa Deichmann, 1936
- Thesea guadalupensis (Duchassaing & Michelotti, 1860)
- Thesea hebes Deichmann, 1936
- Thesea immersa Nutting, 1910
- Thesea mitsukurii (Kinoshita, 1909)
- Thesea nivea Deichmann, 1936
- Thesea nutans Duchassaing & Michelotti, 1864
- Thesea pallida Nutting, 1910
- Thesea parviflora Deichmann, 1936
- Thesea plana Deichmann, 1936
- Thesea pulchra Nutting
- Thesea reticuloides Nutting
- Thesea rigida (Thomson, 1927)
- Thesea rubra Deichmann, 1936
- Thesea rugosa Deichmann, 1936
- Thesea solitaria (Pourtalès, 1868)
- Thesea talismani Grasshoff, 1986